# Braunschwende
Braunschwende è una frazione della città tedesca di Mansfeld, nella Sassonia-Anhalt.
Fino al marzo 2009 ha costituito un comune autonomo.